# Rufoclanis numosae
Rufoclanis numosae is een vlinder uit de familie van de pijlstaarten (Sphingidae). De wetenschappelijke naam van de soort werd in 1860 gepubliceerd door Hans Daniel Johan Wallengren.